# Szlovénia szentgotthárdi főkonzulátusa
Szlovénia szentgotthárdi főkonzulátusa (szlovénül: Generalni konzulat Republike Slovenije v Monoštru) 1998-ban kezdte meg működését. Az intézmény a Kossuth Lajos u. 39. szám alatt található, a főkonzul 2019 óta Metka Lajnšček.

## Hatásköre
A főkonzulátus konzuli kerülete Magyarország Vas és Zala vármegye területére terjed ki.

## Története
A két ország diplomáciai kapcsolatai 1992. január 16-án jöttek létre nagyköveti szinten, a magyar kormány 1996. december 20-án járult hozzá a főkonzulátus létesítéséhez. Szlovénia 1997-ben vásárolta meg a Kossuth utcai ingatlant, majd alakíttatta át úgy, hogy a tetőtérben a konzul reprezentatív lakása, a földszinten pedig a konzuli iroda kapott helyet. Göncz Árpád magyar és Milan Kučan szlovén köztársasági elnök pedig 1998. november 18-án adták át a szlovén főkonzulátust Szentgotthárdon. A szentgotthárdi helyszín kiválasztása mellett szólt, hogy a magyarországi szlovének 80 százaléka ebben a városban és közvetlen közelében él.
Magyarország 2014-ben nyitott konzuli irodát Lendván.

## Főkonzulok
- Zlatko Muršec 1998–2007[8]
- Drago Šiftar(wd) 2008–2011[9]
- Dušan Snoj 2011–2015
- Boris Jesih(wd) 2015–2019[10]
- Metka Lajnšček(wd) 2019–